# Памятники Горловки

## Список памятников Горловки
- Памятник П. М. Горлову. Расположен на проспекте Победы. Авторы: скульптор П. И. Антып и архитектор В. А. Колесник.
- Памятник В. И. Ленину. Расположен на проспекте Победы, возле Горловского городского совета Донецкой области. (адрес памятника: площадь Ленина, № 1)
- Памятник П. А. Румянцеву. Расположен в посёлке Румянцево около обогатительной фабрики.
- Памятник Никите Изотову. Расположен на проспекте Ленина.
- Памятник В. И. Ленину[1]. Открыт в 1958 году. Ранее располагался у ДК шахты «Кочегарка». В 1968г перенесен к административному зданию шахтоуправления «Артемуголь» (на пр. Ленина).
- Памятник С. Орджоникидзе.
- Памятник С. М. Кирову.
- Памятник героям Горловского вооружённого восстания 1905 года. Расположен на площади Революции возле парка «Юбилейный».
- Памятник погибшим воинам-землякам (в Великой Отечественной войне). Расположен на улице 60-летия СССР.
- Памятник освободителям Горловки «Танк» — в сквере Красной Армии.
- Стела погибшим горловчанам в сквере Героев (Юных коммунаров).
- Памятник воинам-афганцам — бул. Димитрова.
- Памятник книге «Слово о полку Игореве» — пр. Победы (сквер Книги).
- Памятник первой космической династии Волковых — ж/м Строителей, бул. Космонавтов Волковых.
- Памятник ликвидаторам аварии на ЧАЭС — б. Димитрова/ул. Рудакова.
- Памятник Т. Г. Шевченко (бюст) — б. Димитрова/ул. Рудакова.
- Памятник героям Горловского вооружённого восстания 1905 года. — ул. Интернациональная (р-н ш-ты «Кочегарка»).
- Памятник героям Гражданской войны — пос. шахты им. Ленина.

## Список братских могил Горловки
- Братская могила советских воинов (на станции Майорск).
- Братская могила советских воинов и партизан (на станции Никитовка).
- Братская могила советских воинов (на улице Болотникова).
- Братская могила советских воинов (на улице 60-летия СССР).
- Братская могила советских воинов (на улице Рихарда Зорге).
- Братская могила советских воинов (в парке имени Горького).
- Братская могила советских воинов и военнопленных (на станции Горловка).
- Братская могила советских воинов (в сквере на улице Петровского).
- Братская могила советских воинов (в Новогорловке).